# Nhà hát lớn quốc gia (Trung Quốc)
Nhà hát lớn quốc gia (tiếng Trung: 国家大剧院 - Quốc gia đại kịch viện) là nhà hát lớn mới của thành phố Bắc Kinh, Trung Quốc. Được xây dựng theo bản thiết kế của kiến trúc sư người Pháp Paul Andreu, Nhà hát lớn quốc gia là một mái vòm ellipsoid lớn cấu tạo bởi titanium và kính nằm giữa một chiếc hồ nhân tạo, vì hình dạng đặc biệt này mà nhà hát còn được gọi là "quả trứng" hay "ốc đảo pha lê". Công trình được khởi công ngày 13 tháng 12 năm 2001 và khánh thành bằng một buổi hòa nhạc ngày 25 tháng 9 năm 2007. Nhà hát có 3 thính phòng với tổng cộng 6.500 chỗ ngồi. Đặc biệt, lối vào nhà hát này không nằm trên mặt đất mà ở dưới nước.

## Địa điểm
Nhà hát lớn quốc gia tuy có không gian lớn và kiến trúc hiện đại lại được đặt ở ngay trung tâm lịch sử của thủ đô Bắc Kinh, phía Tây của quảng trường Thiên An Môn và Đại lễ đường Nhân dân, ngay sát với Tử Cấm Thành, điều này đã gây ra nhiều tranh cãi trong dư luận ngay từ khi dự án bắt đầu được công bố. Đáp lại những lời chỉ trích, Paul Andreu cho rằng công trình của ông là sự bổ sung hợp lý cho kiến trúc Bắc Kinh, tạo ra sự kết hợp hài hòa với vẻ cổ kính của Cố Cung - Tử Cấm Thành, đồng thời cung cấp cho thủ đô Trung Quốc một công trình đồ sộ mang tính hiện đại, vốn là điều không thể thiếu trong một quốc gia phát triển.

## Kiến trúc
Phần chính của Nhà hát lớn quốc gia là một mái vòm tạo bởi khung titan có lợp kính. Mái vòm có dạng ellipsoid với hai trục chính dài 212 mét (hướng Đông - Tây) và 144 mét (hướng Bắc - Nam), chiều cao mái vòm là 46 mét. Toàn bộ kiến trúc này được đặt giữa một hồ nước nhân tạo. Diện tích mặt bằng của mái vòm là 11.893 m², tổng diện tích xây dựng là 149.520 m² còn diện tích hồ nước nhân tạo là 355.000 m².
Nhà hát có 3 thính phòng: Phòng hòa nhạc (2.017 chỗ ngồi); phòng nhạc kịch (2.416 chỗ ngồi); phòng Kinh kịch (1.040 chỗ ngồi).

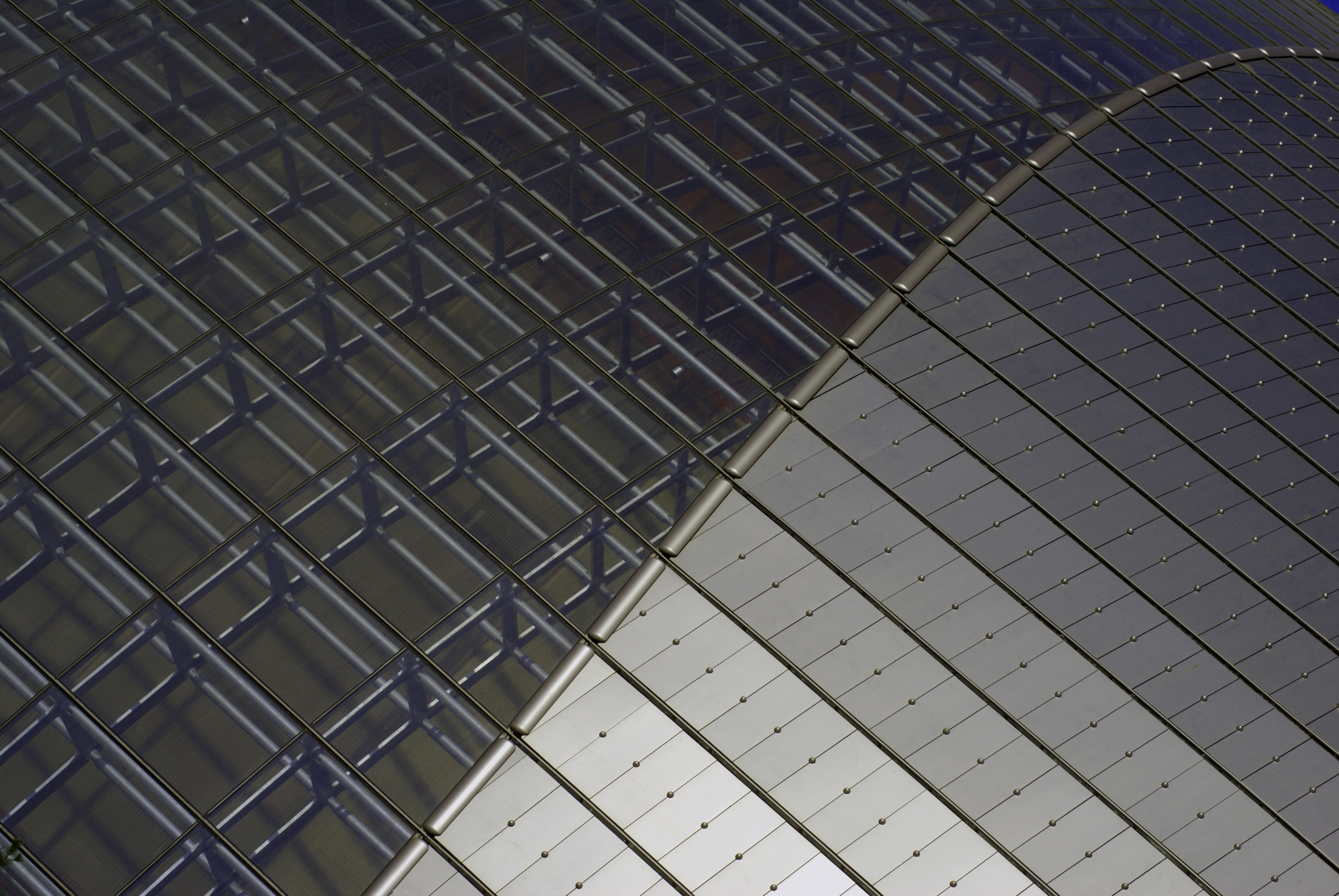
Chi tiết phần mái vòm
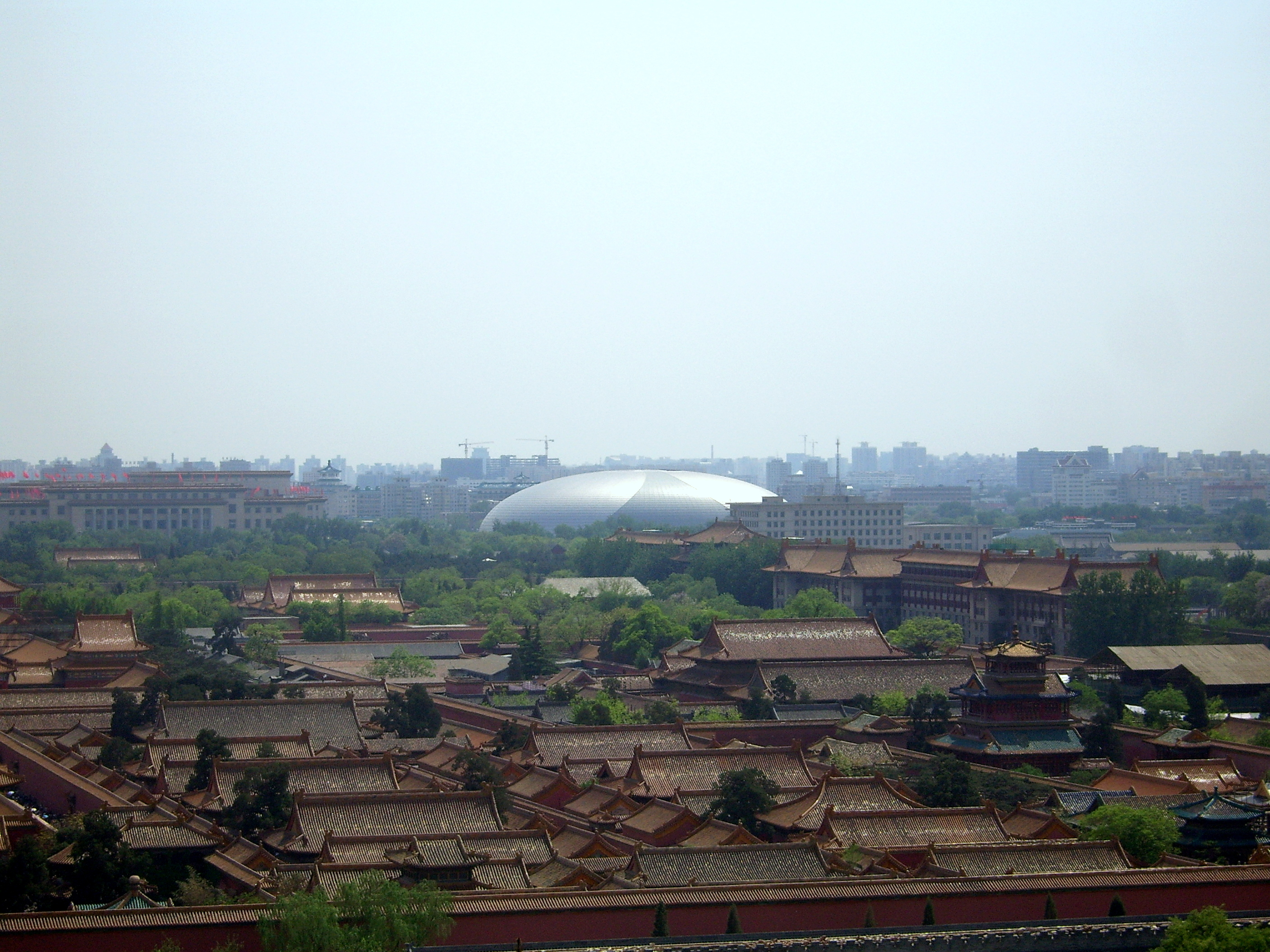
Nhìn từ Cảnh Sơn, phía trước là Tử Cấm Thành, phía trái là Đại lễ đường Nhân dân
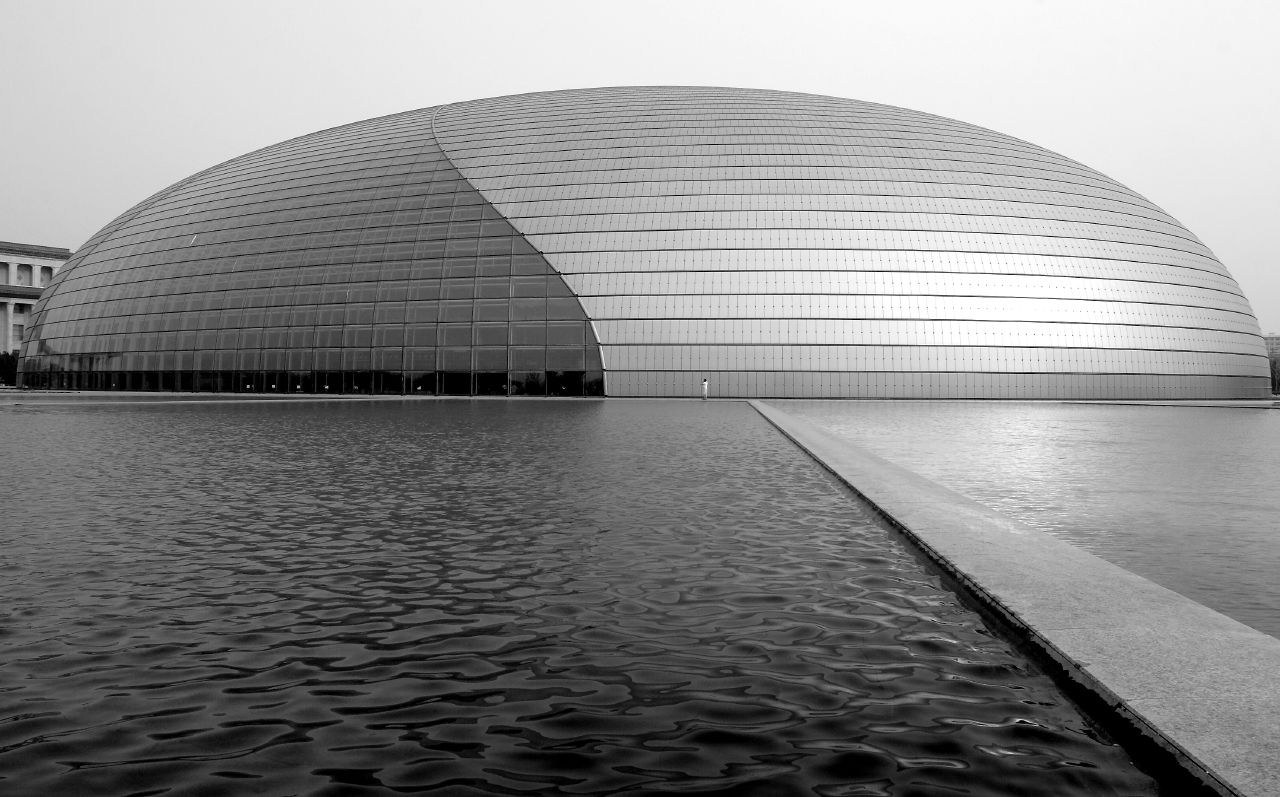
Nhìn từ phía Tây Bắc
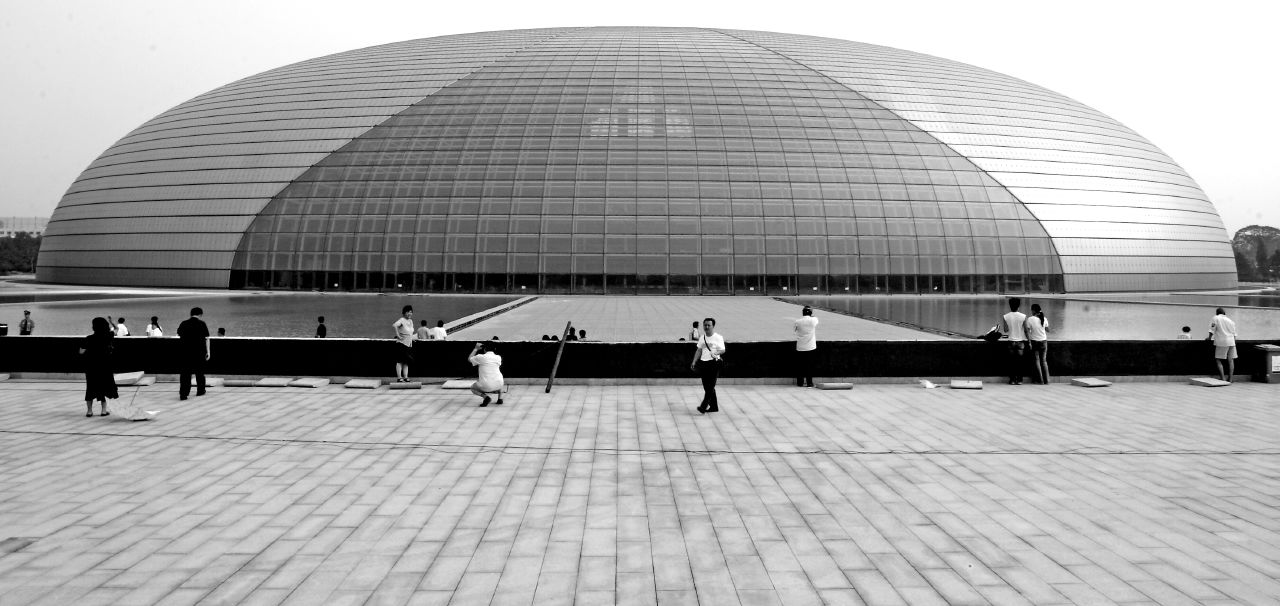
Nhìn từ phía Bắc, mặt chính diện

## Chi phí
Chi phí xây dựng dự kiến của công trình là 2,688 tỷ Nhân dân tệ. Tuy vậy sau khi hoàn thành chi phí đã bị đội lên hơn 3,2 tỷ Nhân dân tệ, tính ra trung bình mỗi ghế ngồi của Nhà hát có giá nửa triệu Nhân dân tệ. Một trong các lý do khiến giá thành xây dựng bị tăng lên đáng kể là do sau khi nhà ga Terminal 2E của Sân bay quốc tế Charles-de-Gaulle, một công trình cũng do Paul Andreu thiết kế, bất ngờ sụp đổ năm 2004, người ta đã phải dừng việc xây dựng Nhà hát lớn quốc gia để thẩm định lại chất lượng của công trình.